# Oltenië

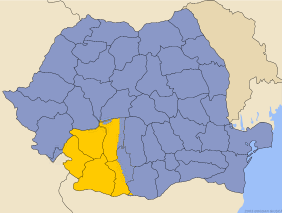
Oltenië (geel) op de kaart van Roemenië

Oltenië of Klein-Walachije is een historische landstreek in Roemenië. Het gebied dankt zijn naam aan de rivier de Olt, die de oostelijke begrenzing vormt en het scheidt van Muntenië of Groot-Walachije. Samen vormen Oltenië en Muntenië Walachije.
Verder wordt Oltenië begrensd door de Donau in het zuiden en zuidwesten en de Zuidelijke Karpaten in het noorden en noordwesten.
De grootste stad van Oltenië is Craiova, gelegen aan de Jiu.

## Geschiedenis
Het huidige Oltenië werd bewoond door de Daciërs, toen keizer Trajanus het in 106 na Chr. veroverde. Trajanus stuurde vele Romeinse kolonisten naar Dacië en liet vele Daciërs als slaven wegvoeren. In 129 na Chr. werd Dacië opgesplitst en ging Oltenië Dacia Inferior heten. Onder Marcus Aurelius werd Romula er de hoofdstad van.
In de 3e eeuw verloren de Romeinen Dacia aan de Germaanse Goten en Dacische Karpen. Zij werden opgevolgd door de Gepiden en de Avaren, totdat het gebied in de 7e eeuw in handen kwam van het Bulgaarse Rijk. Vanaf de 13e eeuw behoorde het tot het Hongaarse rijk: dat richtte hier in 1233 het Banaat van Severin in, bestuurd door een ban. Ook toen dit banaat in de 16e eeuw tot Walachije was gaan behoren, heette de hoogste gezagsdrager een ban. De mensen van de familie Craiovești hadden deze titel het langst, van de 15e eeuw tot de 16e eeuw.
In de 15e eeuw werd Walachije een vazalstaat van het Ottomaanse Rijk en moest jaarlijks een bedrag betalen om zijn autonomie te behouden. Toch hebben vele machthebbers van Walachije gevochten voor de onafhankelijkheid, zoals Michaël de Dappere deed, maar dat bleef tijdelijk.
In 1718 ging Oltenië voor het Ottomaanse Rijk verloren, na een verloren oorlog tegen Oostenrijk: het Verdrag van Passarowitz wees het gebied toe aan de Habsburgers, die er tot 1739 zouden regeren. Het gebied stond in deze periode behalve als Klein-Walachije ook bekend als Keizerlijk Walachije (ter onderscheiding van Turks Walachije) of als het banaat van Krajowa (naar de hoofdstad: Craiova). De Habsburgers vervingen de Roemenen in functie door Oostenrijkers. Na een nieuwe Oostenrijks-Turkse oorlog werd Oltenië bij het Verdrag van Belgrado van 1739 weer Turks.
In 1821 was er een grote opstand, onder leiding van Tudor Vladimirescu, maar dit veranderde niet veel.
Bijna 40 jaar later, in 1859 wist Walachije zich onafhankelijk te verklaren van de Turken en voegde zich samen met Moldavië tot Roemenië.

## Geografie

### Districten
Oltenië bestaat uit de districten: Gorj, Dolj, Olt, Vâlcea en Mehedinți.

### Grootste steden
| Stad                  | Inwoners |
| --------------------- | -------- |
| Craiova               | 304.142  |
| Râmnicu Vâlcea        | 107.726  |
| Dobreta Turnu-Severin | 104.557  |
| Târgu Jiu             | 96.562   |
| Slatina               | 79.171   |
| Caracal               | 34.603   |